# Unchain the Night
Unchain the Night è una video compilation del gruppo musicale statunitense Dokken, pubblicata il 27 ottobre 1986 dalla Asylum Records.
La raccolta contiene i video musicali estratti dai primi tre album in studio della band: Breaking the Chains, Tooth and Nail e Under Lock and Key.
Il video è stato certificato disco di platino dalla RIAA negli Stati Uniti il 29 aprile 1988.

## Tracce
1. Into the Fire
2. Just Got Lucky
3. Breaking the Chains
4. Alone Again
5. The Hunter
6. In My Dreams
7. It's Not Love